# Drijenča
Drijenča (en cyrillique : Дријенча) est un village de Bosnie-Herzégovine. Il est situé dans la municipalité de Čelić, dans le canton de Tuzla et dans la fédération de Bosnie-et-Herzégovine. Selon les premiers résultats du recensement bosnien de 2013, il compte 842 habitants.
Avant la guerre de Bosnie-Herzégovine, le village faisait partie de la municipalité de Lopare ; après la guerre et à la suite des accords de Dayton (1995), il a été rattaché à la municipalité de Čelić nouvellement créée et intégrée à la fédération de Bosnie-et-Herzégovine.

## Démographie

### Évolution historique de la population
| 1948 | 1953 | 1961  | 1971  | 1981  | 1991 | 2013 |
| ---- | ---- | ----- | ----- | ----- | ---- | ---- |
| -    | -    | 1 258 | 1 480 | 1 594 | 990  | 842  |

|  |